# Accusations d’utilisation de la magie et des djinns par Israël
 (juillet 2025).
Si vous disposez d'ouvrages ou d'articles de référence ou si vous connaissez des sites web de qualité traitant du thème abordé ici, merci de compléter l'article en donnant les références utiles à sa vérifiabilité et en les liant à la section « Notes et références ».
 (juillet 2025).
La mise en forme du texte ne suit pas les recommandations de Wikipédia : il faut le « wikifier ».
Les points d'amélioration suivants sont les cas les plus fréquents :
- Les titres sont pré-formatés par le logiciel. Ils ne sont ni en capitales, ni en gras.
- Le texte ne doit pas être écrit en capitales (les noms de famille non plus), ni en gras, ni en italique, ni en « petit »…
- Le gras n'est utilisé que pour surligner le titre de l'article dans l'introduction, une seule fois.
- L'italique est rarement utilisé : mots en langue étrangère, titres d'œuvres, noms de bateaux, etc.
- Les citations ne sont pas en italique mais en corps de texte normal. Elles sont entourées par des guillemets français : « et ».
- Les listes à puces sont à éviter, des paragraphes rédigés étant largement préférés. Les tableaux sont à réserver à la présentation de données structurées (résultats, etc.).
- Les appels de note de bas de page (petits chiffres en exposant, introduits par l'outil «  Source ») sont à placer entre la fin de phrase et le point final[comme ça].
- Les liens internes (vers d'autres articles de Wikipédia) sont à choisir avec parcimonie. Créez des liens vers des articles approfondissant le sujet. Les termes génériques sans rapport avec le sujet sont à éviter, ainsi que les répétitions de liens vers un même terme.
- Les liens externes sont à placer uniquement dans une section « Liens externes », à la fin de l'article. Ces liens sont à choisir avec parcimonie suivant les règles définies. Si un lien sert de source à l'article, son insertion dans le texte est à faire par les notes de bas de page.
- La présentation des références doit suivre les conventions bibliographiques. Il est recommandé d'utiliser les modèles {{Ouvrage}}, {{Chapitre}}, {{Article}}, {{Lien web}} et/ou {{Bibliographie}}. Le mode d'édition visuel peut mettre en forme automatiquement les références.
- Insérer une infobox (cadre d'informations à droite) n'est pas obligatoire pour parachever la mise en page.

Pour une aide détaillée, merci de consulter Aide:Wikification.
Si vous pensez que ces points ont été résolus, vous pouvez retirer ce bandeau et améliorer la mise en forme d'un autre article.
Accusations d’utilisation de la magie et des djinns par Israël sont considérées[Par qui ?] comme des théories du complot répandues dans certains médias iraniens et arabes[Lesquels ?], ainsi que dans des discours religieux et politiques[Lesquels ?]. Elles prétendent qu’Israël aurait recours à des forces surnaturelles, telles que la magie, les djinns (êtres spirituels dans la tradition islamique) ou des pratiques ésotériques, dans le cadre de ses opérations de renseignement ou de sécurité. Ces récits servent parfois à expliquer le succès inattendu de certaines actions israéliennes, telles que des assassinats ciblés, la découverte de réseaux d’espionnage ou des missions clandestines,.

## Discours iranien
En Iran, des affirmations récurrentes circulent sur une prétendue utilisation de forces surnaturelles par Israël. Ces récits s’inscrivent dans un cadre politico-religieux plus large, fréquemment relayé par des figures religieuses conservatrices, des commentateurs et des médias proches du régime.[réf. nécessaire]
Le guide suprême de la République islamique, l’ayatollah Ali Khamenei, a déclaré lors de son discours du Nouvel An persan (Norouz), le 22 mars 2020, qu’une alliance existait entre les « ennemis issus du monde des humains et des djinns » contre l’Iran, une formulation interprétée comme une référence à des menaces surnaturelles.[réf. nécessaire]
Le journaliste conservateur Abdollah Kanji a affirmé, sur la plateforme X (anciennement Twitter)[réf. nécessaire], que des écrits énigmatiques comportant des symboles hébraïques, potentiellement liés à des pratiques occultes, avaient été découverts à Téhéran en juillet 2025.
En 2024, le religieux chiite Mostafa Karami a déclaré dans une émission religieuse que « les forces sionistes détiennent depuis longtemps des connaissances sur la manipulation des djinns et disposent d’une armée démoniaque secrète ».
Le conférencier influent et commentateur en sécurité, Ali Akbar Raefipour, a soutenu en 2024 que le Mossad pourrait disposer d’une unité spécialisée dans l’utilisation des djinns, utilisée notamment lors de la guerre du Liban de 2006.[réf. nécessaire]
En 2014, le religieux Valiollah Naqipourfar, considéré comme un « expert des djinns »[Par qui ?], a déclaré qu’Israël aurait tenté d’infiltrer les services de renseignement iraniens et ceux de ses alliés grâce à des djinns, sans succès selon lui.

## Réception dans le monde arabe
Dans plusieurs pays arabes[Lesquels ?], des récits similaires circulent, alléguant que l’État d’Israël aurait recours à des moyens surnaturels pour mener ses opérations militaires ou de renseignement. Ces affirmations apparaissent épisodiquement dans des articles, des commentaires ou des récits populaires.
En 2020, l’essayiste algérien Omar Belkadhi a affirmé dans une tribune qu’Israël « mène une guerre magique contre l’islam », évoquant une « guerre occulte menée par les Juifs ».[réf. nécessaire]
Lors de l’opération militaire israélienne « Bouclier du Nord (en) » (2018), certains médias arabes[Lesquels ?] ont rapporté qu’Israël aurait utilisé des moyens surnaturels pour localiser les tunnels du Hezbollah et neutraliser ses dirigeants.
Un rapport iranien mentionne par ailleurs qu’un rabbin versé dans la kabbale aurait été capable de repérer des tunnels sans aide technologique, ce qui est présenté comme un exemple d’usage « magique ».[réf. nécessaire]
Dans certains récits médiatiques arabes[Lesquels ?], on retrouve aussi le terme hébraïque Pulsa de-Nura : une malédiction supposée mortelle, prétendument utilisée pour éliminer des ennemis d’Israël[réf. nécessaire].